# Cynetart

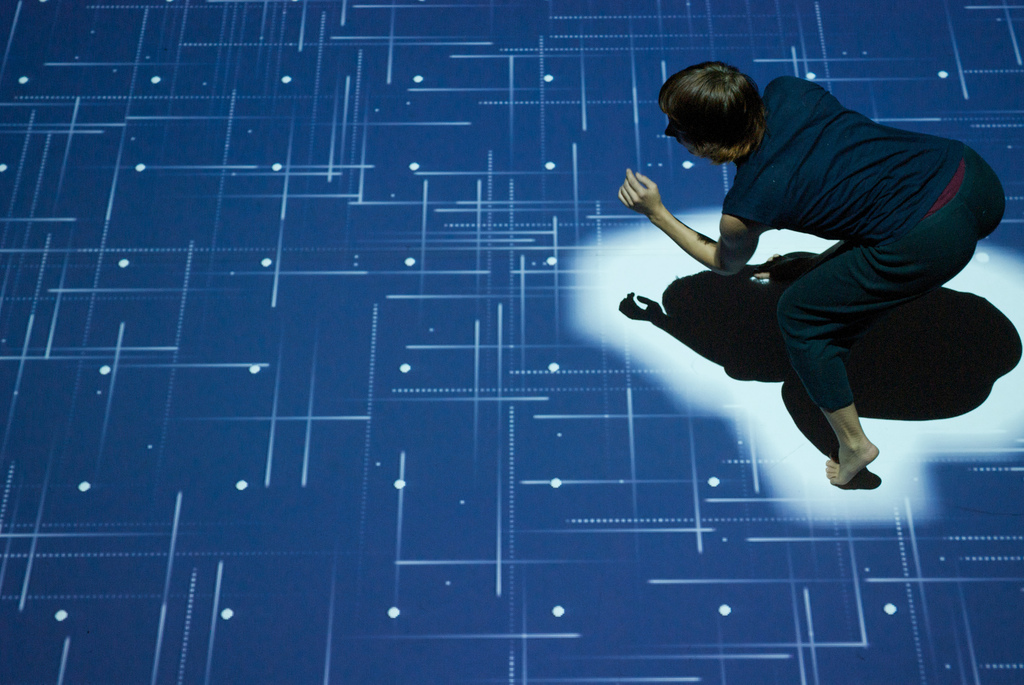
CYNETART 09 : Darstellung der Vorproben zu einem der wichtigsten Projekte der CYNETART 2009, dem Europäischen Tele-Plateau, das Tänzer in mehreren europäischen Ländern durch eine Plattform verbindet. Projektname: »ETP_body-spaces09 – Exploration of Nearness & Distance«, Darstellerin: Simone Model. Die Bewegungen sowie Umrisse werden durch das Internet zu den anderen europäischen Stationen des Projektes übertragen und durch Grafik und Sound abgebildet. Ein gemeinsames Tanzen, Interagieren und Kennenlernen ist dadurch gegeben.

Cynetart ist ein Festival, das seit 1997 in Dresden besteht. Es ist neben der Ars Electronica in Linz, dem Zentrum für Kunst und Medientechnologie Karlsruhe (ZKM) und der transmediale Berlin eine der wichtigsten Institutionen für zeitgenössische Medienkunst im deutschsprachigen Raum.
Dabei liegt dem Festival eine spezielle Orientierung im Bereich der Bewegung durch Tanz und Performances sowie der Verbindung mit Neuen Medien zu Grunde, wobei der Begriff der Neuen Medien durch die Etablierung im Alltag zusehends verschwimmt. In der Selbstbeschreibung des Festivals spricht man daher auch von der „kulturellen Reflexion mittels computergestützter Kunst“
Die CYNETART ist zugleich das wichtigste deutsche Festival für computergestützte Performances sowie interaktiven Installationen und Environments. Das Festival wird von der Trans-Media-Akademie Hellerau (TMA) organisiert und aktuell von Thomas Dumke geleitet. Bis 2005 wurde das Festival von Klaus Nicolai geleitet, der aktuell als Leiter der TMA fungiert.

## Spezialisierung
Um das Hauptthema des Festivals, den körperlichen Aspekt in Verbindung mit Informationstechnologien verstärkt hervorzuheben, spricht man in der Selbstbeschreibung über eine durch aktuelle Zivilisationsprozesse ausgelöste Entkörperung des Erlebens sowie von der „Auseinandersetzung mit einer neuen Sensibilität für das leibliche Empfinden und mit dem Körperselbstbild“.
Das Hauptthema des Festivals bildet somit die „Veränderung von Körperwahrnehmung“ durch die neuen Informationstechnologien und dabei vor allem um ihr „kulturelles Vermittlungspotential“ in Form von Verbindungen zwischen existentiellen menschlichen Fragestellungen, einer sinnlichen Auseinandersetzung mit wissenschaftlichen Forschungsmethoden und den Verbindungen zwischen den Künsten.

## Festivaltypus
Im zweijährlichen Turnus wechselt das Festival zwischen einem Programm-Festival und einem Wettbewerbsfestival, das heißt, dass alle zwei Jahre aus hunderten eingereichten medienkünstlerischen Arbeiten in bestimmten Kategorien Preisträger ausgewählt werden. Unter den bisherigen Preisträgern sind u. a. Arbeiten der Künstler Holger Lippmann, Jan-Peter E.R. Sonntag, Wolfgang Bosse, Kerstin Ergenzinger und Charlotte Sommer-Landgraf zu finden.
Neben den CYNETART-Preisen in diversen Kategorien und dem Förderpreis der sächsischen Kunstministerin wird auch ein Artist-in-Residence-Stipendium der Kunstministerin vergeben. Der Förderpreis der Kunstministerin wird als eine deutsche Besonderheit durch das Sächsische Staatsministerium für Wissenschaft und Kunst
in Höhe von 10.000 Euro gefördert. Dasselbe Ministerium fördert in Kooperation mit der Landeshauptstadt Dresden auch das Artist-in-Residence-Programm in einer Höhe von 8.400 Euro.

## Name und Schreibweise
Der aktuelle Name und die aktuell gültige Schreibweise des Festivals lauten CYNETART. In seinen Anfangsjahren von 1997 bis 1999 hieß das Festival in Anlehnung an eine verbundene Technikmesse COMTECart. Im Laufe der Jahre wurden verschiedene Schreibweisen etabliert, unter anderem CYNETart oder cynetART.

## Themen bzw. Mottos
- COMTECart 1997 – Digitale Künste
- COMTECart 1998 – Medienkunst – Verknüpfung der Sinne
- COMTECart 1999 – Neuronale Netzwerke, Globale Netzwerke – das Ende der Hierarchie
- CYNETart 2000 – Kunst und neue Medientechnologie
- CYNETart 2001 – Interfaces
- CYNETart_02realtime
- CYNETart_03transit
- CYNETart_04areale
- CYNETart_05fragile
- CYNETart_06humane
- CYNETart_07encounter
- CYNETart_08
- CYNETART 2009
- CYNETART 2010
- CYNETART 2011
- CYNETART 2012 – Invasion
- CYNETART 2013 – METABODY